# Oberbergkirchen
Oberbergkirchen er en kommune i Landkreis Mühldorf am Inn i den østlige del af regierungsbezirk Oberbayern i den tyske delstat Bayern. Den er sæde for Verwaltungsgemeinschaft Oberbergkirchen der yderligere består af kommunerne Lohkirchen, Schönberg og Zangberg.

## Geografi
Oberbergkirchen ligger i Region Südostoberbayern i bakkelandet i den nordlige del af Landkreis Mühldorf.
Ud over Oberbergkirchen, ligger i kommunen landsbyen Irl.